# Slamdance Film Festival
Slamdance Film Festival är en filmfestival i Park City i delstaten Utah i USA. Festivalen startades 1995 för att främja independentfilm med begränsad budget. Festivalens namn refererar till den större och mer etablerade Sundance Film Festival, även den arrangerad i Park City. Slamdance skapades också som en alternativ festival fokuserad på lågbudgetfilm, efter att fyra filmskapare – Peter Baxter, Dan Mirvish, Jon Fitzgerald och Shane Kuhn – sett sina filmbidrag bli refuserade av Sundance. Festivalen arrangeras samtidigt som Sundance, i januari månad.